# 絞國
絞國，春秋时期位于湖北西北的汉水中上游地区的一个小诸侯国。約前700年灭于楚。
公元前701年，絞国有意帮助郧国攻打楚国。第二年，楚军报复性讨伐絞国。此战楚将屈瑕率军击败絞国，絞国被迫和楚国为耻辱的城下之盟。